# Ялець звичайний
Яле́ць звича́йний (Leuciscus leuciscus) — риба роду Ялець (Leuciscus), родини Ялецевих. Зустрічається в басейнах Північного, Балтійського, Чорного, Білого і Баренцова морів. Також є у Каспійському морі, Волзі, Уралі. У басейні Атлантики — в басейні Сени; у Середземномор'ї — у Роні до басейну Арха (Франція). У Скандинавії на північ до 69° п.д. Як вид-вселенець у Ірландії.